# Ich trzech i dziewczyna
Ich trzech i dziewczyna – powieść młodzieżowa Eugeniusza Paukszty z 1967.
Autor opisuje przygody czwórki przyjaciół – Szymona Krajeckiego, Lutka Pazoły, Florka Stawskiego i Danki Malik, którym okresowo towarzyszy świeżo poznana dziewczyna Florka – Krychna. Akcja dzieje się w sierpniu i wrześniu nieznanego roku, w latach 60. XX wieku, zasadniczo w dwóch miejscach: w Kołobrzegu, podczas intensywnej rozbudowy miasta na potrzeby rozwijającego się kurortu, oraz (w końcowej części) nad jeziorem Łebsko i w Łebie. Bohaterowie to młodzi studenci – praktykanci na kołobrzeskich budowach. Najpierw kończą staż zawodowy, a potem rozpoczynają wakacje.
Powieść ma dwa zasadnicze wątki:
- miłosny – pomiędzy Szymonem, Lutkiem i Danką tworzy się trójkąt uczuciowy
- kryminalny – cała grupa wplątuje się w aferę kryminalną, której motorami są Zygmunt Gawryluk i Stefan Kochan – przemytnicy ikon do Szwecji i inicjatorzy napadu na sklep kołobrzeskiej Baltony; do momentu zrozumienia błędu współpracuje z nimi Krychna

Oprócz zasadniczych dla akcji zdarzeń autor opisuje realia rozbudowy Kołobrzegu w latach 60. XX wieku, wcześniejszą stagnację portu i miasta, walki o Kołobrzeg w 1945 (Szymon jest pasjonatem historii Kołobrzegu, ponadto on i Danka stracili podczas walk kogoś z rodziny), a także przyrodę okolic Łebska, w tym wędrujące wydmy. W powieści występuje też mnóstwo cytatów z poezji Konstantego Ildefonsa Gałczyńskiego, gdyż Lutek jest jej zagorzałym miłośnikiem i potrafi wyrecytować z pamięci cytat pasujący do danych okoliczności.